# 田螺坑土楼群
24°35′14″N 117°03′19″E / 24.58722°N 117.05528°E
田螺坑土楼群位于福建省漳州市南靖县书洋镇田螺坑村，由一座方楼、三座圆楼、一座椭圆楼组成，坐落在半山坡上，从附近山岗上的观景台俯瞰，仿佛“四菜一汤”；由山岗下的观景台仰望，依地形而建高低错落壮观别致。1996年田螺坑土楼群被列为第四批福建省文物保护单位，2001年被列为第五批全国重点文物保护单位，2003年田螺坑村被公布为首批中国历史文化名村，2008年作为福建土楼的典型代表被列为世界文化遗产。
田螺坑土楼群中间的方土楼，名为“步云楼”，建于清康熙年间 (1662-1672年)，楼高三层，每层26间房，全楼分布4道楼梯。环绕步云楼周边先后建的是三个圆土楼，名为“和昌楼”(建于明初，原是方楼，1953年在原址重建，改为圆楼)、“振昌楼”(建于1930年)、“瑞云楼”(建于1936年)；和一个椭圆土楼，名为“文昌楼”(建于1966年)。 
田螺坑土楼群均为黄姓族人居住。
- 田螺坑土楼群远景
- 和昌楼
- 方形的步云楼
- 步云楼大门
- 瑞云楼
- 振昌楼
- 椭圆形的文昌楼
- 文昌楼内景